# 아일레우현

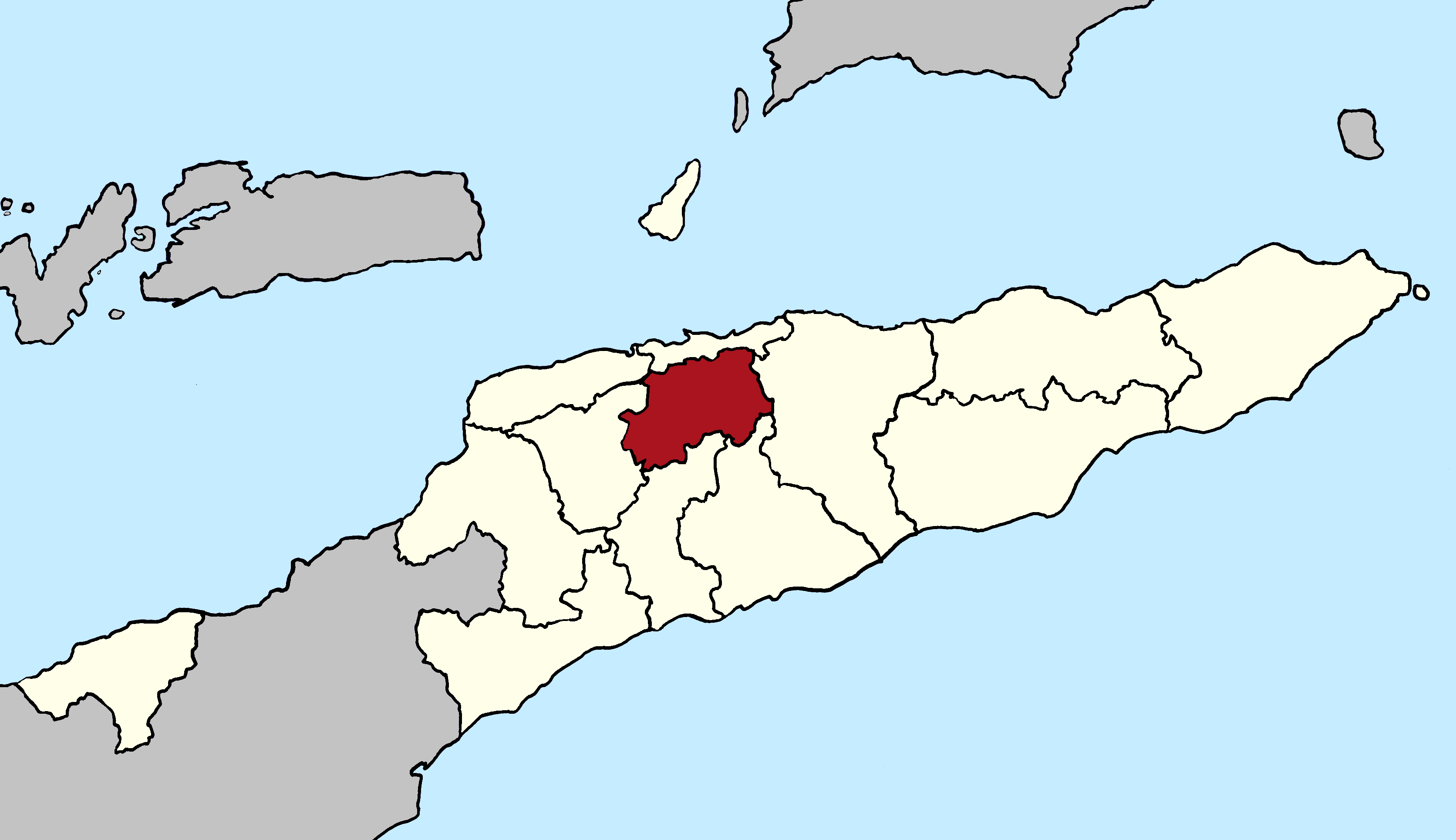
아일레우 현의 위치

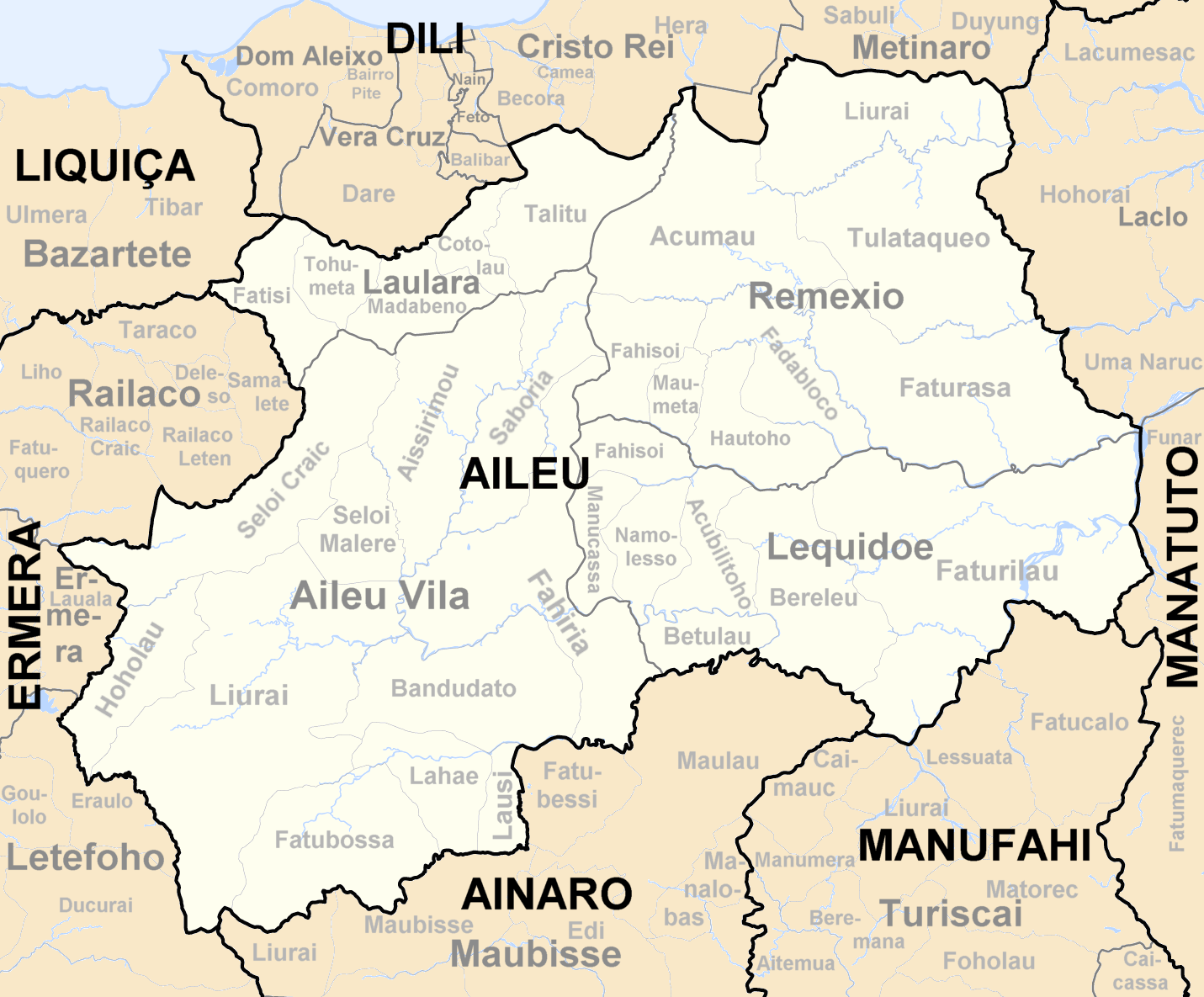
아일레우 현이 관할하는 구

아일레우현(포르투갈어, 테툼어: Aileu)은 동티모르를 구성하는 13개 현 가운데 하나로, 동티모르 북동부에 위치한다. 현도는 아일레우이며 인구는 37,926명(2004년 기준), 면적은 729km2이다. 4개 구(아일레우 구, 라울라라 구, 레키도에 구, 헤메시우 구)로 구성되어 있으며 에르메라현과 함께 동티모르에 단 두 개 밖에 없는 내륙현 가운데 하나이다. 북쪽으로는 딜리현, 동쪽으로는 마나투투현, 남동쪽으로는 마누파이현과 인접해 있으며 남쪽으로는 아이나루현, 서쪽으로는 에르메라현, 북서쪽으로는 리키사현과 인접해 있다. 아일레우 현은 원래 딜리 현의 일부였지만 포르투갈의 지배가 끝난 해에 분리되었다.